# 茅國
茅國，西周時期，周文王之子周公旦的第三個兒子茅叔受封於茅（今山東金鄉縣西北部、巨野縣東南部），建立茅國。
茅國是周公的直系後裔，政治地位頗高。茅國與魯國相鄰，魯國為周公長子伯禽所封，茅國為周公第三子所封，兄弟之國，關係較為緊密。
春秋時期，魯國攻伐鄒國（邾國），邾隱公打不過魯國，被迫進貢賠禮。在惱羞成怒之下，隨後即攻滅緊鄰的茅國，茅國滅亡。

## 歷史沿革
茅國，西周初期，周公旦第三個兒子茅叔受封於茅邑，建立茅國。
周簡王二十五年（公元前547年），衞國君主衞殤公因衞國執政大夫孫林父叛逃至晉國，曾經聯合茅國，與晉國之間展開了一場戰爭。
周敬王二十七年（公元前493年），魯國攻伐鄒國，邾隱公打不過魯國，于是主动求和，并割取漷、沂两地。在惱羞成怒之下，隨後即攻滅了緊鄰的茅國泄氣，以挽回面子，茅國滅亡。